# Yngve Hildebrand
Gustav Yngve Hildebrand, född 15 januari 1895 i Jonsered, död 2 april 1982 i Jonsered, var en svensk tandläkare och professor vid Tandläkarhögskolan i Stockholm. Han var under många år konservator och ordförande för Svenska Tandläkare-Sällskapet.

## Biografi
Yngve Hildebrand avlade studentexamen i Göteborg 1913, tandläkarexamen 1918 och blev två år senare Doctor of Dental Surgery i Minneapolis. Han disputerade 1931 vid Karolinska institutet enligt samma normer som för medicine doktorsgrad med avhandlingen Studies in the Masticatory Movements of the Human Lower Jaw. Han tilldelades 1952 riddartecknet av norska Sankt Olavs orden, och 1956 kommendörstecknet av Finlands Lejons orden. 1957 mottog han Outstanding Achievement Award från University of Minnesota. Den 2 juni 1981 utsågs han, som förste svensk, till odontologie jubeldoktor.
Hildebrand är begravd på Jonsereds griftegård.